# Respuesta en fase

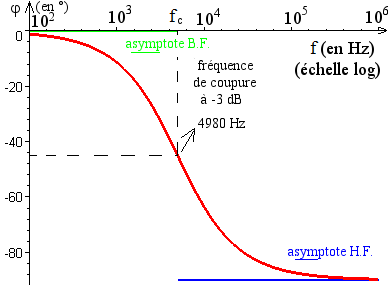
Respuesta en fase de un sistema de primer orden.

En Procesado de señal, La respuesta en fase es la relación entre la fase de una onda sinusoide a la entrada y la salida de señal que atraviesa cualquier dispositivo que acepte una entrada y produzca una salida, como un amplificador, filtro.
Los amplificadores , filtros y otros dispositivos generalmente se clasifican según su respuesta en amplitud y fase. La amplitud es la relación entre la amplitud de la señal de salida y la de entrada, normalmente una función de la frecuencia. De igual forma, la respuesta en fase es la fase de la salida con la entrada como referencia. La entrada se define como fase zero. LA respuesta en fase no está limitada al rango 0° y 360°, pues la fase se puede acumular a cualquier cantidad de tiempo.